# Gare de Peillon-Sainte-Thècle
La gare de Peillon-Sainte-Thècle est une gare ferroviaire française de la ligne de Nice à Breil-sur-Roya, située sur le territoire de la commune de Peillon, dans le département des Alpes-Maritimes, en région Provence-Alpes-Côte d'Azur.
Elle est mise en service en 1928 par la Compagnie des chemins de fer de Paris à Lyon et à la Méditerranée (PLM).
C'est une halte voyageurs de la Société nationale des chemins de fer français (SNCF), desservie par des trains TER Provence-Alpes-Côte d'Azur.

## Situation ferroviaire
Établie à 181 mètres d'altitude, la gare de Peillon-Sainte-Thècle est située au point kilométrique (PK) 13,457 de la ligne de Nice à Breil-sur-Roya, entre les gares de Fontanil et de Peille.

## Histoire
La station de Peillon-Sainte-Thècle est mise en service le 31 octobre 1928 par la Compagnie des chemins de fer de Paris à Lyon et à la Méditerranée (PLM), lors de l'ouverture à l'exploitation de la ligne de Nice à Breil et à Coni.

## Fréquentation
De 2015 à 2023, selon les estimations de la SNCF, la fréquentation annuelle de la gare s'élève aux nombres indiqués dans le tableau ci-dessous.
| Année     | 2015  | 2016  | 2017  | 2018  | 2019   | 2020  | 2021  | 2022   | 2023   |
| --------- | ----- | ----- | ----- | ----- | ------ | ----- | ----- | ------ | ------ |
| Voyageurs | 6 977 | 7 515 | 9 552 | 8 759 | 11 103 | 6 534 | 4 871 | 11 074 | 15 395 |

## Service des voyageurs

### Accueil
Halte> SNCF, c'est un point d'arrêt non géré (PANG) à entrée libre. 

### Desserte
Peillon-Sainte-Thècle est desservie par des trains TER PACA qui effectuent des missions entre les gares de Nice-Ville et celle de Breil-sur-Roya. 

### Intermodalité
Un parc pour les vélos et un parking pour les véhicules y sont aménagés.

Halte et l'ancien bâtiment voyageurs en 2014
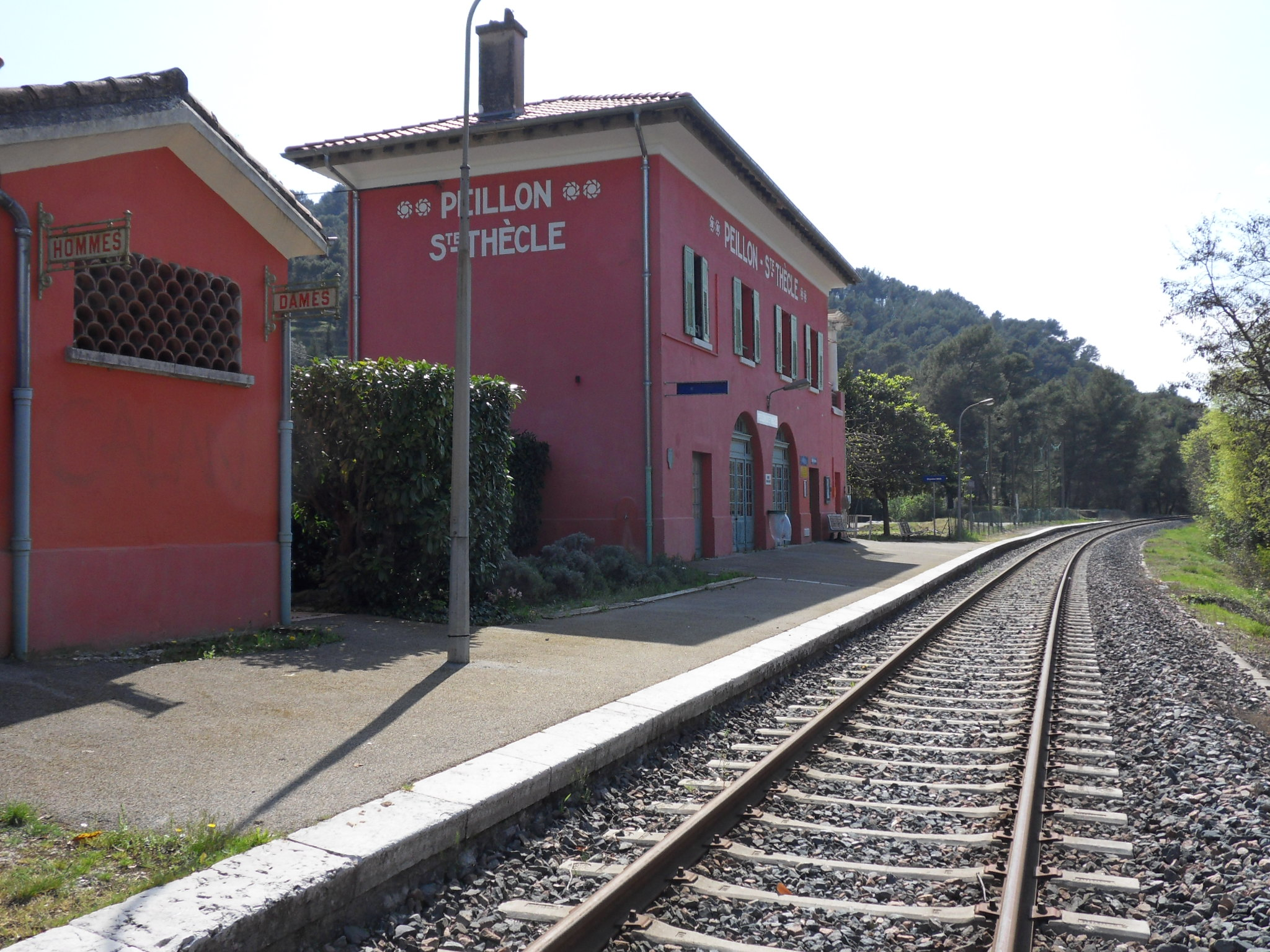
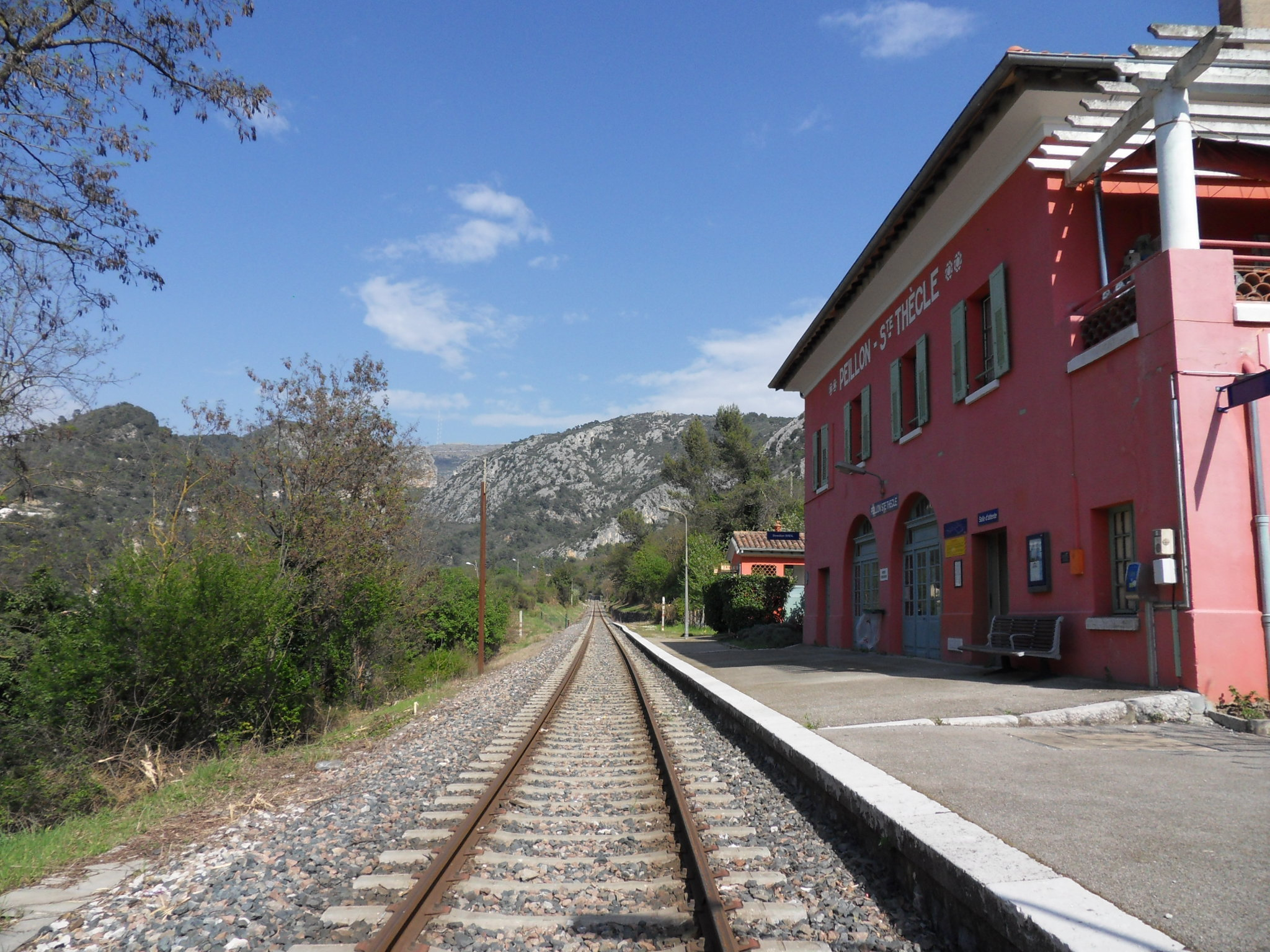
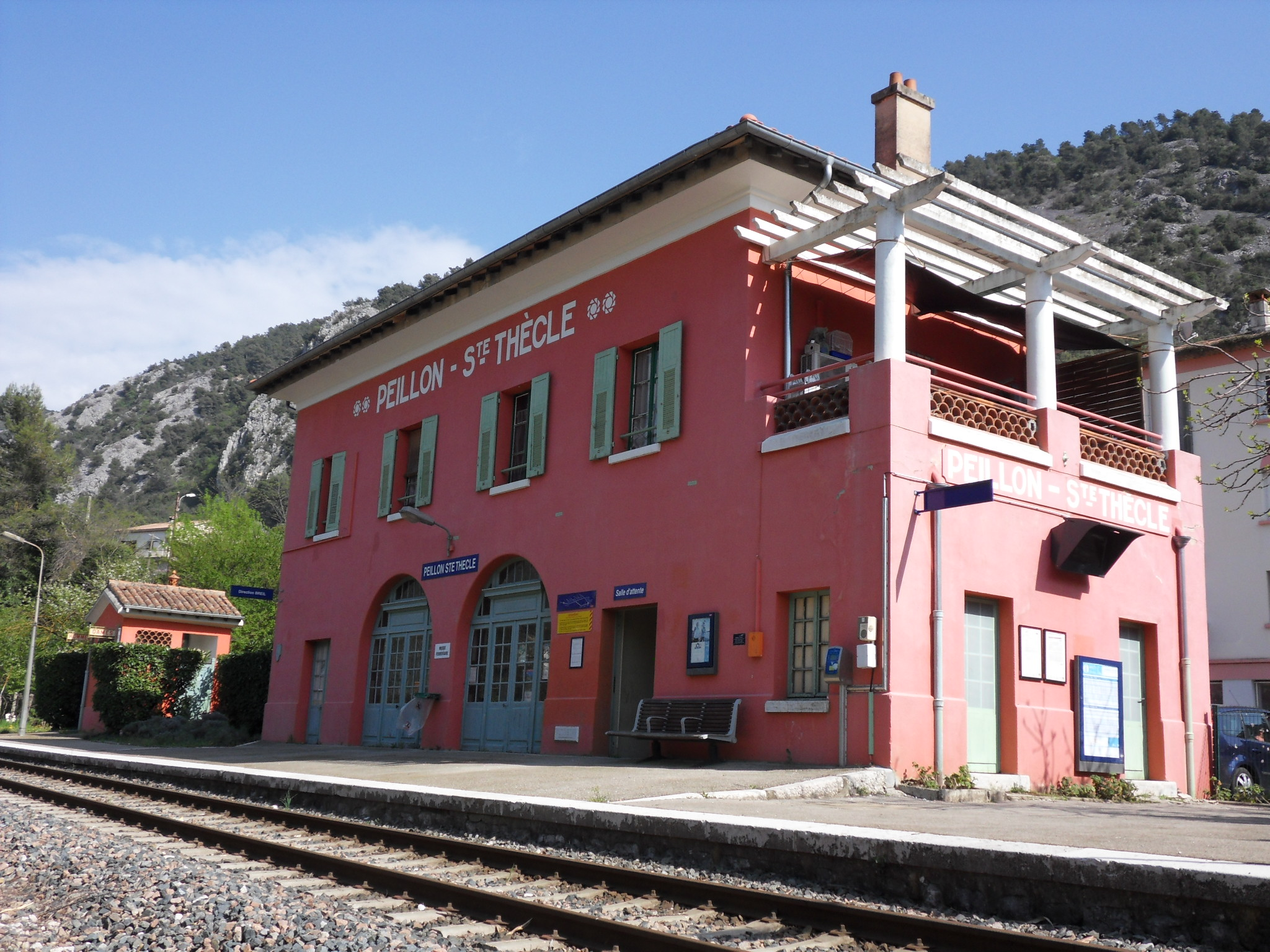